# Tengen 2024
Il Tengen 2024 è la cinquantesima edizione della competizione goistica giapponese «Tengen», e ha visto la selezione di Toramaru Shibano come sfidante del detentore del titolo, Ryo Ichiriki, il quale ha poi vinto la finale.

## Svolgimento
- W indica vittoria col bianco
- B indica vittoria col nero
- X indica la sconfitta
- +R indica che la partita si è conclusa per abbandono
- +N indica lo scarto dei punti a fine partita
- +F indica la vittoria per forfeit
- +T indica la vittoria per timeout
- +? indica una vittoria con scarto sconosciuto
- V indica una vittoria in cui non si conosce scarto e colore del giocatore

### Torneo
Negli incontri preliminari Motoki Katsuya 8d ha sconfitto W+R Otake Yu 7d e Kono Rin 9d ha sconfitto W+R Mimura Tomoyasu 9d.
|  | Primo turno             | Primo turno |  |  | Secondo turno    | Secondo turno |                  |                | Terzo turno | Terzo turno |  |  | Semifinale | Semifinale |  |  | Finale | Finale |
|  |                         |             |  |  |                  |               |                  |                |             |             |  |  |            |            |  |  |        |        |
|  | Motoki Katsuya          | B+R         |  |  |                  |               |                  |                |             |             |  |  |            |            |  |  |        |        |
|  | Muramatsu Hiroki        |             |  |  | Motoki Katsuya   | W+R           |                  |                |             |             |  |  |            |            |  |  |        |        |
|  | Fujita Akihiko          |             |  |  | Yokotsuka Riki   |               |                  |                |             |             |  |  |            |            |  |  |        |        |
|  | Yokotsuka Riki          | W+1.5       |  |  |                  |               |                  | Motoki Katsuya |             |             |  |  |            |            |  |  |        |        |
|  | Kyo Kagen               | W+R         |  |  | Kyo Kagen        | B+0,5         |                  |                |             |             |  |  |            |            |  |  |        |        |
|  | Imamura Yoshiaki        |             |  |  | Kyo Kagen        | W+R           |                  |                |             |             |  |  |            |            |  |  |        |        |
|  | Seki Kotaro             | W+R         |  |  | Seki Kotaro      |               |                  |                |             |             |  |  |            |            |  |  |        |        |
|  | Imamura Toshiya         |             |  |  |                  |               |                  | Kyo Kagen      | B+R         |             |  |  |            |            |  |  |        |        |
|  | Yamashita Keigo         | W+R         |  |  | Shida Tatsuya    |               |                  |                |             |             |  |  |            |            |  |  |        |        |
|  | Rin Shien               |             |  |  | Yamashita Keigo  |               |                  |                |             |             |  |  |            |            |  |  |        |        |
|  | Shida Tatsuya           | W+R         |  |  | Shida Tatsuya    | W+2,5         |                  |                |             |             |  |  |            |            |  |  |        |        |
|  | Ryu Shikun              |             |  |  |                  |               | Shida Tatsuya    | W+R            |             |             |  |  |            |            |  |  |        |        |
|  | Sakai Yuki              | W+R         |  |  | Sakai Yuki       |               |                  |                |             |             |  |  |            |            |  |  |        |        |
|  | Hatanaka Hoshinobu      |             |  |  | Sakai Yuki       | W+R           |                  |                |             |             |  |  |            |            |  |  |        |        |
|  | Obuchi Kotaro           |             |  |  | Kiyonari Tetsuya |               |                  |                |             |             |  |  |            |            |  |  |        |        |
|  | Kiyonari Tetsuya        | B+R         |  |  |                  |               |                  | Kyo Kagen      |             |             |  |  |            |            |  |  |        |        |
|  | Matsumoto Takehisa      |             |  |  | Shibano Toramaru | W+R           |                  |                |             |             |  |  |            |            |  |  |        |        |
|  | Murakawa Daisuke        | B+7,5       |  |  | Murakawa Daisuke | W+R           |                  |                |             |             |  |  |            |            |  |  |        |        |
|  | Ogata Masaki            |             |  |  | Takashima Yugo   |               |                  |                |             |             |  |  |            |            |  |  |        |        |
|  | Takashima Yugo          | W+0,5       |  |  |                  |               | Murakawa Daisuke | W+0,5          |             |             |  |  |            |            |  |  |        |        |
|  | Ida Atsushi             | W+R         |  |  | Ida Atsushi      |               |                  |                |             |             |  |  |            |            |  |  |        |        |
|  | Okawa Takuya            |             |  |  | Ida Atsushi      | W+R           |                  |                |             |             |  |  |            |            |  |  |        |        |
|  | Yo Chito                |             |  |  | Koike Yoshihiro  |               |                  |                |             |             |  |  |            |            |  |  |        |        |
|  | Koike Yoshihiro         | B+R         |  |  |                  |               | Murakawa Daisuke |                |             |             |  |  |            |            |  |  |        |        |
|  | Sada Atsushi            |             |  |  | Shibano Toramaru | B+R           |                  |                |             |             |  |  |            |            |  |  |        |        |
|  | Sakiya Numadate         |             |  |  | Sada Atsushi     | B+R           |                  |                |             |             |  |  |            |            |  |  |        |        |
|  | Iyama Yuta Oza          | W+R         |  |  | Iyama Yuta       |               |                  |                |             |             |  |  |            |            |  |  |        |        |
|  | Oba Junya               |             |  |  |                  |               | Sada Atsushi     |                |             |             |  |  |            |            |  |  |        |        |
|  | Muramoto Wataru         |             |  |  | Shibano Toramaru | W+R           |                  |                |             |             |  |  |            |            |  |  |        |        |
|  | Shibano Toramaru Meijin | B+11,5      |  |  | Shibano Toramaru | W+R           |                  |                |             |             |  |  |            |            |  |  |        |        |
|  | Ueno Asami              | W+R         |  |  | Ueno Asami       |               |                  |                |             |             |  |  |            |            |  |  |        |        |
|  | Kono Rin                |             |  |  |                  |               |                  |                |             |             |  |  |            |            |  |  |        |        |

### Finale
La finale è una sfida al meglio delle cinque partite, tra il detentore Ryō Ichiriki e lo sfidante selezionato dal torneo preliminare Shibano Toramaru. Per Ichiriki si tratta della sesta finale e della seconda difesa del titolo (non consecutiva); Shibano è invece alla sua prima finale del Tengen.